# Киселёв, Николай Порфирьевич
Никола́й Порфи́рьевич Киселёв (29 ноября 1912, Тула, Тульская губерния — 4 декабря 1987, Куйбышев) — советский оператор и режиссёр-документалист, фронтовой кинооператор в годы Великой Отечественной войны.

## Биография
Родился 29 ноября 1912 года в Туле. С семнадцати лет работал в местной оружейной артели, в 1930—1932 годах — киномехаником в клубе. После окончания операторского отделения Государственного института кинематографии в 1937 году работал на Куйбышевской студии кинохроники, снимал хронику трудовых будней Поволжья. С началом войны состоял в киногруппе ПВО тыла. Был одним из операторов, снимавших военный парад в Куйбышеве 7 ноября 1941 года.
В августе 1943 года был призван в ряды Красной армии, с апреля 1944 года снимал в киногруппе 1-го Белорусского фронта, участвовал в штурме Берлина, взятие рейхстага и рейхсканцелярии, подписание акта капитуляции фашистской Германии, Потсдамскую конференцию. Во время освобождения берлинцев из бомбоубежищ повстречал актрису Марику Рёкк. 
После демобилизации с 1946 по 1979 год работал на студии кинохроники в Куйбышеве. Выйдя на пенсию, работал в киноотделе Куйбышевского политехнического института, преподавал в любительской студии.
Член Союза кинематографистов СССР (Поволжское отделение) с 1958 года. 
Скончался 4 декабря 1987 года в Куйбышеве.

### Семья
Жена — Киселёва Анастасия Сергеевна; 
Дочь — Людмила Николаевна.

## Фильмография
- 1938 — Куйбышевский гидроузел
- 1939 — День в колхозе
- 1940 — На Волге
- 1941 — На родине Ленина
- 1942 — На новом месте
- 1942 — Польская часть в СССР
- 1942 — Уилки в СССР
- 1942 — Чехословацкая часть в СССР
- 1943 — Магистраль горючего, авт-опер.
- 1944 — От Вислы до Одера (совм. с группой операторов)
- 1945 — Берлин (совм. с группой операторов)
- 1946 — Город на Волге
- 1947 — Будь осторожен на улице, авт.-опер.
- 1947 — Наука — сельскому хозяйству‚ авт.-опер.
- 1947 — Самодеятельность Советской Армии, авт.-опер.
- 1949 — Город Горький
- 1949 — Колхоз им. Куйбышева
- 1949 — Слуга народа
- 1950 — Город становится моложе
- 1950 — Новаторы Волги
- 1950 — Руслановцы
- 1951 — Большой Волжский проплыв, авт.-опер.
- 1952 — Волжские речники (совм. с группой операторов)
- 1953 — Новатор Колесов
- 1954 — Родные дела молодёжи
- 1955 — Перекрытие русла Волги, авт.-опер.
- 1956 — Крылатая юность
- 1956 — Куйбышевский гидроузел, авт-опер.
- 1956 — Пропуск паводка, авт.-опер.
- 1956 — Рождение моря
- 1957 — Паводок на Волге, авт.-опер.
- 1959 — Смотр народных талантов, реж.-опер.
- 1960 — Земляное полотно, реж.-опер.
- 1963 — Жизнь в бурю
- 1964 — Продолжение летописи
- 1965 — Великая Отечественная война (совм. с группой операторов)
- 1965 — За отвагу на пожаре
- 1965 — Им аплодировала Москва
- 1966 — Волжский гигант, реж.-опер.
- 1972 — Перед судом
- 1975 — Эстафета
- 1978 — Здравствуй, рабочий класс
- 1979 — В дружественной Болгарии, авт.-опер.
- 1979 — Заводу 40 лет

## Награды и признание
- орден Красной Звезды (18 июня 1945)[6]
- орден Отечественной войны II степени (23 декабря 1985)[7]
- медаль «За взятие Берлина»[8]
- медаль «За победу над Германией в Великой Отечественной войне 1941—1945 гг.»
- медаль «За взятие Будапешта»[3]
- медаль «За трудовую доблесть»[8]
- диплом международного кинофестиваля документальных фильмов (ГДР) — за фильм «Куйбышевский гидроузел»[9].